# Alice Nine
Alice nine  (яп. アリス九號. арису кю:ко:) — японская музыкальная группа, созданная в 2004 году Нао и играющая в стиле вижуал кэй. Группа подписана на King Records и наряду с такими группами и исполнителями, как Kagrra,, Kra, на компанию PS Company (покинули PS Company в 2014 году)  , кроме этого, в Европе интересы группы представлены немецкой CLJ Records.

## История
Группа Alice Nine была окончательно собрана к августу 2004 года по инициативе барабанщика Нао, который ранее играл в группах Fatima и Rush. К нему присоединились Сё (ранее он был вокалистом Givuss), Тора (играл вместе с Сё в Givuss), Сага (Visage), а последним участником стал Хирото (Baquepia). Учитывая, что бывшие группы ребят были довольно известны, то Alice Nine весьма быстро раскрутилась и стала популярной. В 2004 году они впервые дали концерт в Ikebukuro Cyber и под предводительством PS Company выпустили более чем удачный для начинающей группы сингл 'Namae wa madanai'. Ближе к концу года свет увидел 'Gion Shouja no Kane ga Naru'.
Следующим и вновь удачным релизом стал альбом 'ALICE IN WONDEЯLAND'. Интересно, что среди любимых групп Сё и Торы можно увидеть KoЯn, возможно, именно в этом причина такого написания названия альбома. В этом же году Alice Nine участвовали в серии концертов 'Peace & Smile Carnival', организованной компанией PS Company, вместе с Kagrra,, Kra, the GazettE и Miyavi.
В 2006 году песни Alice nine 'Akatsuki/Ikuoku no Chandelier' были использованы в аниме Meine Leibe, а альбом 'Zekkeishoku' стартовал в чарте Oricon с 13 позиции и достиг 4-го места. В поддержку альбома ребята отправились в тур под названием 'Kacho Fugetsu Vol. 1'. А DVD 'Number Six', выпущенный в том же году, появился на 10 месте в чарте Oricon в разделе DVD.
Их дебютом в Америке можно считать выступление на фестивале JRock Revolution, который прошёл в 2007 году в Лос-Анджелесе, Калифорния. Второе заграничное выступление состоялось в том же году в Германии в рамках фестиваля 'J-ROCK INVASION'.
6 августа 2008 года они выпустили сингл 'Rainbows', который добрался до 3-й строчки в чарте Oricon. После релиза Alice Nine отправились в тур 'Discotheque play like 'A' Rainbows', по которому 29 октября был выпущен DVD 'Discotheque play like «A» Rainbows -enter&exit-'. 10 декабря был выпущен новый сингл группы 'Cross Game', использованный в качестве эндинга четвёртого сезона Yu-Gi-Oh!. В Октябре 2009 года, Alice Nine приняли участие в самом масштабном Visual kei фестивале — V-ROCK FESTIVAL.. 14 января 2009 года группа выпустила полноценный альбом «Vandalize», после чего провели тур по Японии в поддержку данного альбома.
В Августе 2009 года, группа отметила своё пятилетие. Так же в Августе был выпущен сингл "華 /Hana" .
15 Августа того же года Hiroto присоединился к группе «カラス|Karasu», вместе с участниками других известных групп.

## Состав
- Шо (яп. 将 Сё:) — вокал
- Хирото (яп. ヒロト) — гитара
- Тора (яп. 虎) — гитара
- Сага (яп. 沙我) — бас-гитара, бэк-вокал
- Нао (Nao) — барабаны

## Дискография

### Альбомы
- (яп. 祇園盛者の鐘が鳴る Гион сё:дзя но канэ га нару, The Gion Temple's Bells Toll) (17 ноября, 2004)
- ALICE IN WONDEЯLAND (27 июля, 2005)
- (яп. 華想夢想紙 Касо:мусо:сиKasou Musou Shi, Flower Fancying Dream Fancying Paper) (23 ноября, 2005)
- Zekkeishoku (絶景色; Vivid Scenery of Colors) (26 апреля, 2006)
- Alpha (28 ноября, 2007)
- Vandalize (14 января, 2009)
- Gemini (9 февраля, 2011)
- 9 (22 февраля, 2012)
- Supernova (19 марта, 2014)
- Ideal (12 апреля, 2017)

### Мини-альбомы
- Ginga no Oto (23 августа, 2015)
- LIGHT AND DARKNESS (13 апреля, 2016)

### Синглы
- Namae wa, Mada Nai (名前は、未だ無ひ。; I Don’t Yet Have a Name) (5 июля, 2004)
- Gin no Tsuki Kuroi Hoshi (銀の月 黒い星; Silver Moon, Black Star) (30 марта, 2005)
- Yami ni Chiru Sakura (闇ニ散ル桜; Cherry Blossoms Scattered in the Darkness) (27 апреля, 2005)
- Yuri wa Aoku Saite (百合は蒼く咲いて; Lilies Bloom Palely) (25 мая, 2005)
- Kowloon Nine Heads Rodeo Show (九龍; Nine Dragons) (25 января, 2006)
- Fantasy (22 февраля, 2006)
- Akatsuki/Ikuoku no Chandelier (暁/幾億のシャンデリア; Рассвет/Много миллионов люстр) (22 февраля, 2006)
- Blue Planet (4 октября, 2006)
- Number Six (4 октября, 2007)
- Jewels (21 марта, 2007)
- White Prayer (6 июня, 2007)
- Tsubasa (24 октября, 2007)
- Mirror Ball (26 марта, 2008)
- Rainbows (6 августа, 2008)
- Cross Game (10 декабря, 2008)
- Hana (華【hæ･nə】) (10 декабря, 2008)
- Senkou (閃光) (25 августа, 2010)
- Stargazer (10 ноября, 2010)
- Blue Flame (8 июня, 2011)
- Heart of Gold (7 сентября, 2011)
- 虹の雪 / Niji no Yuki (21 декабря, 2011)
- Daybreak (20 марта, 2013)
- SHADOWPLAY (17 Апреля, 2013)
- Shooting Star (29 мая, 2013)
- SHINING (26 февраля, 2014)
- Memento (28 февраля, 2017)

### Сборники
- Alice Nine Complete Collection 2006-2009 — (24 марта 2010)
- Alice Nine Complete Collection Ⅱ 2010-2012 — (21 августа 2013)

### DVD
- Alice in Wonderfilm (12 января, 2006)
- Peace & Smile Carnival Tour 2005 (～笑顔でファッキュー～) (2006)
- Number Six (4 октября, 2006)
- Hello, Dear Numbers (24 января, 2007)
- Alice in Pictures I (2 июля, 2008)
- Alice in Pictures II (2 июля, 2008)
- Discotheque play like «A» Rainbows -enter&exit- (29 октября, 2008)
- Graced the Beautiful Day ~ Untitled Vandal(ism) Grand Finale ~  (11 ноября, 2009)
- Tokyo Galaxy Alice Nine Live Tour 10 «Flast Light from the Past» Final at Nippon Budokan (2 мая, 2011)

### Прочее
- «Dive into the Sun» (фотобук) (28 апреля, 2007)
- «Shiny Summer X’mas 2007» (фотобук) (25 декабря, 2007)
- «Alpha» (табулатура) (29 февраля, 2008)
- «Zekkeishoku» (табулатура) (27 марта, 2008)
- «alice nine. first piano collection» (ноты для фортепьяно) (13 сентября, 2008)